# اویس کردجهان
اویس کردجهان (زاده ۲۳ فروردین ۱۳۶۴ - ساری) بازیکن فوتبال اهل ایران است.
وی هم اکنون بازیکن تیم پاس همدان می‌باشد.

## بن مایه
1. ↑  «فامیلیه داریم؟». گروه مجلات همشهری.[پیوند مرده]

- مشارکت‌کنندگان ویکی‌پدیا. «Oveis Kordjahan». در دانشنامهٔ ویکی‌پدیای انگلیسی، بازبینی‌شده در ۲۷ مارس ۲۰۱۴.